# Altrincham Football Club

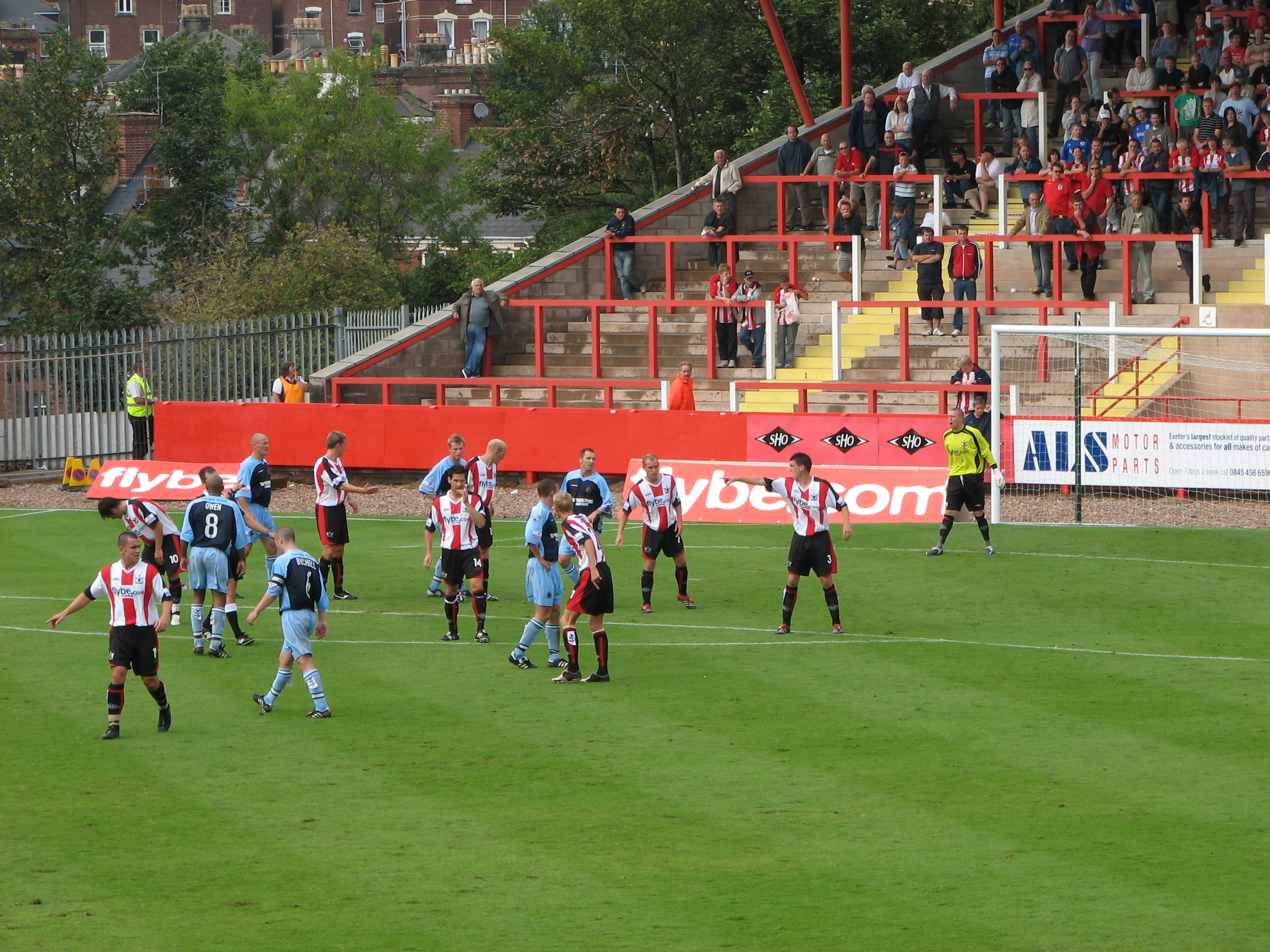
Exeter City vs Altrincham en la Conference National el 19 de agosto del 2006

El Altrincham Football Club es un equipo de fútbol de Inglaterra que milita en la Conference National, la quinta liga de fútbol en importancia en el país.

## Historia
Fue fundado en el año 1891 en la ciudad de Altrincham, en Gran Mánchester y en sus inicios formaron parte de la Cheshire League. Altrincham logró poco éxito hasta 1960, cuando el director del club Noel White contrató a Freddie Pye como entrenador. Un punto de inflexión clave en la historia del club es a menudo citado como la firma de Jackie Swindells en 1965, que en su primera temporada completa (1965-1966) marcó una cantidad fenomenal de 82 goles en 63 partidos para el club y así ayudar al Altrincham a ganar el primero de dos títulos de la Cheshire League. En la temporada 1968-69 vio al Altrincham unirse a la Northern Premier League (NPL) en calidad de miembros fundadores.
Después de 11 temporadas en la NPL, el Altrincham se unió a la Alliance Premier League (ahora la Football Conference) como miembros fundadores al principio de la temporada 1979-80, llegando a ganar la liga en sus dos primeras temporadas. A pesar de su éxito, Altrincham no pudo ganar el ascenso a la Football League en ambas ocasiones, debido al sistema de votación en ese momento. En 1980, Altrincham se quedó corto del ascenso a la Football League por un estrecho margen.
No fue sino hasta 1987 que la promoción automática se adjudicó a la liga; y desde entonces Altrincham sólo han peleado por la promoción en la temporada 1990-91, finalizando tercero detrás de Barnet FC y el Colchester United FC, a pesar de tener la promoción en sus manos, con tres partidos por jugar. Gran parte del éxito de Altrincham en esa temporada fue acreditado a Ken McKenna, quien anotó 22 goles en la liga, ganando el premio al mejor jugador de esa temporada.
El Altrincham nunca recuperó su éxito de los años 1970 y 1980 y en 1997 fue relegado a la Conference North por primera vez en su historia. Ganaron el título dos años más tarde, sólo para volver de nuevo después de sólo una temporada en la Conferencia. Pasaron cinco años antes de que ganaron la promoción de nuevo, en 2005, como ganadores de los playoffs de la Conferencia del Norte / Conferencia Sur, golpeando al Eastbourne Borough FC de la Conference South en el Britannia Stadium en el partido final.
El Altrincham se salvó del descenso durante tres temporadas consecutivas (2005-06, 2006-07 y 2007-08), como resultado de los problemas de otros clubes. En la temporada 2005-06, Altrincham finalizó 18.º en la Conferencia, lejos de la zona de descenso. Sin embargo, se encontró que han alineado a un jugador inelegible (James Robinson) en 15 partidos en los que anotó seis goles y Altrincham ganó 18 puntos. Esto dio lugar a una deducción de 18 puntos. Una apelación ante la FA el 23 de mayo fracasó, lo que significaba que Altrincham acabó en el puesto inferior. Sin embargo, como el Canvey Island FC renunció a la liga y el Scarborough FC perdió la totalidad de su total de puntos por el incumplimiento de las reglas de la liga a la propiedad del club, Altrincham permaneció en la Conferencia.
En la temporada 2006-07 vio al Altrincham "relegado" en la última jornada de la temporada, después de un empate 0-0 con el Aldershot Town FC, aunque posteriormente fueron indultados por el Boston United FC (relegado de la Football League Two), el cual se le negó el permiso para jugar en la Conference Nacional y se le ordenó jugar en la Conference North en su lugar como consecuencia de los problemas financieros. En la temporada 2007-08 terminó en la zona de descenso de la Conferencia por tercera temporada consecutiva, pero fueron indultados una vez más del descenso cuando el Halifax Town FC se vio obligado a desaparecer.
La temporada 2008-09 resultó ser una mucho mejor campaña del Altrincham, pasando gran parte de la temporada del club en la mitad de la tabla, y con el tiempo logrará la salvación del descenso con dos partidos por disputar. Altrincham incluso mejoró en 2009-10, un reto para un play-off al principio de la campaña y terminar en un 14.º lugar relativamente seguro. Sin embargo, el club tuvo un mal comienzo de la temporada 2010-11, ganando sólo un punto en sus primeros ocho partidos, lo que resultó en el despido del entrenador de mucho tiempo Graham Heathcoate en septiembre. Ken McKenna lo reemplazó y la forma del equipo fue mejorado gradualmente en la temporada, pero su terrible comienzo les costó al final y fueron relegados en el lugar 22 en la última jornada de la temporada. Irónicamente, de haber terminado un lugar más alto que hubieran aplazado el descenso por cuarta ocasión debido a que el Rushden & Diamonds FC fue expulsado de la Conferencia debido a problemas financieros, pero esta vez iba a ser el Southport FC el indultado. Tras el descenso de Altrincham, McKenna dejó el club.
El exentrenador del Farsley Celtic FC y Port Vale F.C. Lee Sinnott se convirtió en el nuevo entrenador del club de la Campaña Conference North, con el exentrenador del Hyde FC Neil Tolson como su asistente
En el 2009, Ricky Ponting, capitán del equipo de cricket de Australia, se convirtió en un importante accionista del club después de entablar una amistad con el presidente del club Geoff Goodwin, cuya compañía de autobuses con sede en Eccles Go Goodwin tiene el BCE contrato para conducir el entrenador del equipo de Australia. En la temporada 2013-14 de la Conference North, el Altrincham finaliza en 4.º puesto. En un dramático play-off frente al Guiseley, Altrincham pone en campo a Greg Wilkinson, que minutos después anotaría, en el tiempo extra, el 2-1 final para que el Altrincham ascendiera y jugara la siguiente temporada en la Conference Premier.
En la temporada 2014-15, el Altrincham termina 17.º con 56 pts. logrando mantenerse en la Conference Premier. En la temporada 2015-16 desciende por una diferencia de 5 pts. descendiendo en la fecha 45, cuando gana por 5-0 al Welling United, pero el Boreham Wood ganó por 1-0 al Guiseley. Después de 4 años en la National League North volvió a ascender en 2019 al ganarle el playoff de ascenso al Boston United por el marcador de 0-1 en York Street

## Rivalidades
Entre los rivales tradicionales de Altrincham están el Macclesfield Town FC, una rivalidad que se remonta a cuando ambos clubes estaban en la Cheshire League, y más tarde en la Northern Premier League y la Conference National. Sin embargo, los clubes no han compartido la misma división desde 1996; ya que el Macclesfield es actualmente un nivel más alto en la liga de fútbol , jugando en la Football League Two. Una rivalidad más reciente se ha desarrollado con el Northwich Victoria FC, que han estado entrando y saliendo de la Conferencia en los últimos tiempos. La intensidad de esta rivalidad fue personificada en la derrota de 3-0 del Altrincham en Moss Lane en el Boxing Day de 2006. A pesar de esto, muchos jugadores han jugado para ambos clubes en los últimos años, sobre todo Greg Young, Ryan Brown y Lee Elam.

## Récords del club
Altrincham fichó a Keith Russell, jugador ex del Blackpool, en 1998 por £15,000. En 2007 ficha a Ian Craney por £150,000 del Swansea City. Altrincham recibió £75,000 debido a una cláusula que puso el jugador.
El récord de asistencia en Altrincham es de 10,275 frente al Sunderland el 28 de febrero de 1925.
Su máximo goleador es Jackie Swindells, con 56 goles en 42 partidos en la temporada 1965-66.

## Palmarés
| Competición nacional          | Títulos          | Subcampeonatos |
| ----------------------------- | ---------------- | -------------- |
| National League (2/0)         | 1979–80, 1980–81 |                |
| Northern Premier League (2/0) | 1998–99, 2017–18 |                |
| FA Trophy (2/1)               | 1977–78, 1985–86 | 1981–82        |

## Equipos grandes vencidos por Altrincham (FA Cup)
Altrincham tiene una orgullosa historia de matagigantes en la FA Cup, que contiene el registro de la anulación de más lados de la Liga que cualquier otro equipo que ha pasado su historia. Diecisiete victorias en la FA Cup contra diferentes equipos de ligas superiores, y los equipos vencidos son los siguientes:
1. 1921-22 Tranmere Rovers
2. 1965-66 Rochdale
3. 1973-74 Hartlepool United
4. 1974-75 Scunthorpe United
5. 1979-80 Crewe Alexandra
6. 1979-80 Rotherham United
7. 1980-81 Scunthorpe United
8. 1981-82 Sheffield United
9. 1981-82 York City
10. 1982-83 Rochdale
11. 1984-85 Blackpool
12. 1985-86 Blackpool
13. 1985-86 Birmingham City
14. 1988-89 Lincoln City
15. 1992-93 Chester City
16. 1994-95 Wigan Athletic
17. 2015-16 Barnsley

Altrincham también jugó con otros grandes (Everton en 1975 y Tottenham Hotspur en 1979), pero perdió en las repeticiones ya que empató en los primeros partidos.